# Rudolf Loh
Rudolf Loh (* 8. Dezember 1913 in Wetzlar; † 21. April 1971 in Haiger) war ein deutscher Unternehmer.

## Leben
Rudolf Loh kam als fünftes von sechs Kindern seiner Eltern Georg und Anna Margaretha Loh zur Welt. Sein Vater betrieb eine eigene Tischlerwerkstatt, die er zu einer Möbelfabrik ausbaute. Rudolf Loh wuchs in einem christlichen Elternhaus auf. Nach dem Besuch des Goethe-Gymnasiums in Wetzlar absolvierte er verschiedene Praktika. Von 1933 bis 1935 studierte er an der staatlichen Maschinenbauschule in Köln. Um studieren zu können, musste er einer NS-Organisation beitreten und entschied sich für den technischen Notdienst, der später in die SA eingegliedert wurde. Nach dem Studium trat Loh 1937 aus der SA aus. Er übernahm als Ingenieur die Stelle des technischen Leiters in der Metallwarenfabrik „Siegas“, die sein Vater für ihn und einen Bruder erworben hatte.
1939 wurde er zum Militärdienst eingezogen und diente dann nach Ausbruch des Weltkrieges an der Westfront als Soldat.
Am 14. Juni 1941 heiratete er Amalie Karoline Irene Horn. Das Paar hatte vier Kinder. Der älteste Sohn, Joachim Loh, wurde 1942 während des Krieges geboren. Der zweite Sohn, Friedhelm Loh, kam 1946 zur Welt. Ihre Tochter Annette verstarb 1950 kurz nach der Geburt. 1952 kam die Tochter Christiane-Margarethe zur Welt.
1942 wurde Loh im Russlandfeldzug durch einen Lungensteckschuss lebensgefährlich verletzt. Nach seiner Genesung in einem Lungensanatorium und Dienst in einer Genesenen-Einheit wurde er als Ingenieur nach Peenemünde auf Usedom versetzt und arbeitete fortan an der Entwicklung der V2-Raketen unter Wernher von Braun. Am 5. August 1947 erhielt er ein Entlastungszeugnis der Entnazifizierungsbehörde.
Nach dem Krieg kehrte Loh in die gemeinsame Firma nach Siegen zurück. Als es zwischen den Brüdern zu Spannungen hinsichtlich der Unternehmensführung kam, löste sich Rudolf Loh am 1. April 1947 aus der Teilhaberschaft bei „Siegas“, um eine eigene Firma in Haiger zu gründen, die Metallwarenfabrik Rudolf Loh GmbH, die 1963 rund 280 Mitarbeiter beschäftigte und nach seinem Tod von seinem Sohn Joachim geleitet wurde. In einer ehemaligen Zementfabrik begann er mit der Produktion von Sanitätsmöbeln und Metallbetten, ab 1960 produzierte die Firma Aluminiumleitern. 1961 gründete er in einer ehemaligen Weberei in Rittershausen das Rittal-Werk, das mit der Serienfertigung von Standard-Schaltschränken später von seinem Sohn Friedhelm in der Friedhelm Loh Group weitergeführt wurde.

## Ehrenamt
Loh engagierte sich in der Industrie- und Handelskammer Dillenburg, der „Eisen-, Blech- und Metallverarbeitenden Industrie von Hessen“ und im Geschäftsausschuss der AOK Dillenburg. Von 1968 bis 1971 war er im Vorstand des Evangeliumsrundfunks (ERF) und leitete bis dahin auch dessen Wirtschaftsausschuss. Seit 1958 war er in der Vollversammlung, seit 1959 im Beirat (Schatzmeister und Leiter des Wirtschaftsausschusses) und von 1963 bis zu seinem Tod im Vorstand des Missionshauses Bibelschule Wiedenest tätig. Loh gehörte einer Brüdergemeinde in Haiger an.

## Familie Loh
Rudolf Loh war ein Bruder des Unternehmers Wilhelm Loh, von Anna Schulte, Ehefrau des Verlegers Hermann Schulte, von Ernst Loh, mit dessen Sohn Klaus die Sängerin Doris Loh verheiratet war, sowie von Martha und Hermann Loh. Rudolf Loh ist Vater der Unternehmer Friedhelm Loh und Joachim Loh sowie von Margarete Hühnerbein, der langjährigen Vorsitzenden des Christlichen Medienverbundes KEP und Ehefrau von Pfarrer Hartmut Hühnerbein (in erster Ehe verheiratet mit Bernhard Kupsch und in dieser Zeit als Margarete Kupsch-Loh bekannt). Nach Rudolf Lohs Tod heiratete seine Witwe Irene (1919–2015) den langjährigen Vorsitzenden der Deutschen und Europäischen Evangelischen Allianz Wilhelm Gilbert und wurde unter dem Namen Irene Gilbert-Loh unter anderem als Mitbegründerin der Evangelischen Nachrichtenagentur Idea bekannt. Die christliche Liedermacherin Christiane Loh, geborene Schmuck, war verheiratet mit Sieghard Loh, einem Neffen zweiten Grades der Unternehmerbrüder Friedhelm und Joachim sowie der verschwägerten Sängerin Doris Loh.

## Weblink
- Loh, Rudolf. Hessische Biografie. (Stand: 8. Dezember 2023). In: Landesgeschichtliches Informationssystem Hessen (LAGIS).